# Schuhhof 7 (Quedlinburg)

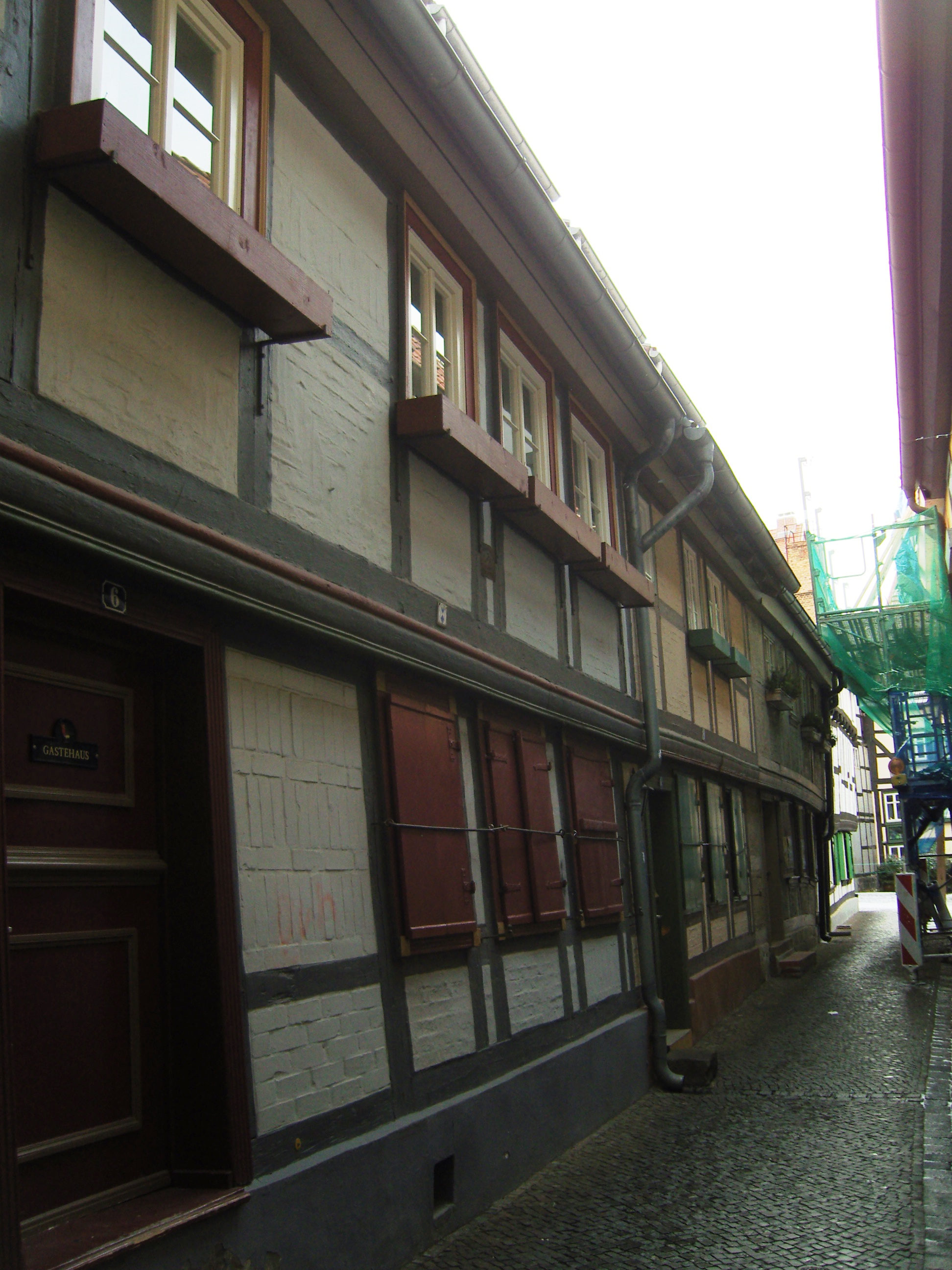
Haus Schuhhof 7 (hinten)

Das Haus Schuhhof 7 ist ein denkmalgeschütztes Gebäude in der Stadt Quedlinburg in Sachsen-Anhalt.

## Lage
Es befindet sich in einer kleinen Gasse östlich des Quedlinburger Marktplatzes. Östlich grenzt das gleichfalls denkmalgeschützte Haus Schuhhof 6, westlich das Haus Schuhhof 8 an.

## Architektur und Geschichte
Im Quedlinburger Denkmalverzeichnis ist das kleine zweigeschossige Fachwerkhaus als Handwerkerhaus eingetragen. Es gehört zum UNESCO-Weltkulturerbe und stammt aus der Zeit um 1760. An den Fenstern befinden sich Fensterläden.